# Пальдау
Пальдау (нем. Paldau) — ярмарочный посёлок в Австрии, в федеральной земле Штирия. 
Входит в состав округа Зюдостштайермарк.  Население составляет 2043 человека (на 31 декабря 2005 года). Занимает площадь 23,67 км².

## Политическая ситуация
Бургомистр коммуны — Антон Гутман (АНП) по результатам выборов 2005 года.
Совет представителей коммуны (нем. Gemeinderat) состоит из 15 мест.
- АНП занимает 10 мест.
- СДПА занимает 5 мест.